# アラビアン・ユートピアン
「アラビアン・ユートピアン」は、𝒉𝒂𝒓𝕞𝕠𝕖の3枚目のシングル。2021年12月22日にポニーキャニオンから発売された。

## 概要
本作のコンセプトは「アラジン」。表題曲の作曲・編曲はこれまでのシングルの表題曲と同じく、Tomgggが引き続き担当し、作詞にはやぎぬまかな を迎えた。表題曲に加え、栗山夕璃による提供楽曲「私のヒミツは」、ケンモチヒデフミによる提供楽曲「Jasmine」が収録され、3曲でharmoeならではの「アラジン」を表現している。
表題曲「アラビアン・ユートピアン」は、テレビ朝日系『musicるTV』の12月度オープニングテーマとして起用された。
通常盤・初回限定盤・きゃにめ盤の3形態でリリースされ、初回限定盤には特典Blu-rayとフルカラーブックレット、きゃにめ盤には特典Blu-rayとフルカラーブックレットに加えて、AR動画付きアクリルスタンドがそれぞれ付属されている。
特典Blu-rayは初回限定盤ときゃにめ盤共通で、「アラビアン・ユートピアン」のミュージックビデオとメイキング映像、2021年10月9日に開催された「harmoe canvas session II」のライブ映像が収録されている。

## 収録内容
| #         | タイトル                                   | 作詞             | 作曲・編曲       | 時間  |
| --------- | ------------------------------------------ | ---------------- | ---------------- | ----- |
| 1.        | 「アラビアン・ユートピアン」               | やぎぬまかな     | Tomggg           | 3:52  |
| 2.        | 「私のヒミツは」                           | 栗山夕璃         | 栗山夕璃         | 3:22  |
| 3.        | 「Jasmine」                                | ケンモチヒデフミ | ケンモチヒデフミ | 3:51  |
| 4.        | 「アラビアン・ユートピアン」(Instrumental) |                  |                  | 3:52  |
| 5.        | 「私のヒミツは」(Instrumental)             |                  |                  | 3:22  |
| 6.        | 「Jasmine」(Instrumental)                  |                  |                  | 3:51  |
| 合計時間: | 合計時間:                                  | 合計時間:        | 合計時間:        | 22:10 |

| #  | タイトル                                                            | 作詞 | 作曲・編曲 |
| -- | ------------------------------------------------------------------- | ---- | ---------- |
| 1. | 「アラビアン・ユートピアン」(Music Video)                           |      |            |
| 2. | 「アラビアン・ユートピアン」(Making)                                |      |            |
| 3. | 「passport」(「harmoe canvas session II」 ライブ映像)               |      |            |
| 4. | 「Landscape」(「harmoe canvas session II」 ライブ映像)              |      |            |
| 5. | 「Make a pearl」(「harmoe canvas session II」 ライブ映像)           |      |            |
| 6. | 「ターミナルセンター」(「harmoe canvas session II」 ライブ映像)     |      |            |
| 7. | 「マイペースにマーメイド」(「harmoe canvas session II」 ライブ映像) |      |            |
| 8. | 「きまぐれチクタック」(「harmoe canvas session II」 ライブ映像)     |      |            |